# Muzeum Żabotyńskiego
Muzeum Żabotyńskiego (hebr. ‏מוזיאון ז'בוטינסקי‎) – muzeum jest położone w osiedlu Lew ha-Ir, w Tel Awiwie, w Izraelu. Muzeum jest częścią Instytutu Żabotyńskiego, który został utworzony w celu zachowania dziedzictwa kulturowego Ze’ewa Żabotyńskiego, przywódcy syjonizmu rewizjonistycznego.
Muzeum gromadzi dokumenty, publikacje i zdjęcia związane z osobą Żabotyńskiego i ruchu rewizjonistycznego. Jest to obecnie jedno z najbardziej atrakcyjnych muzeów historycznych w mieście.

## Położenie

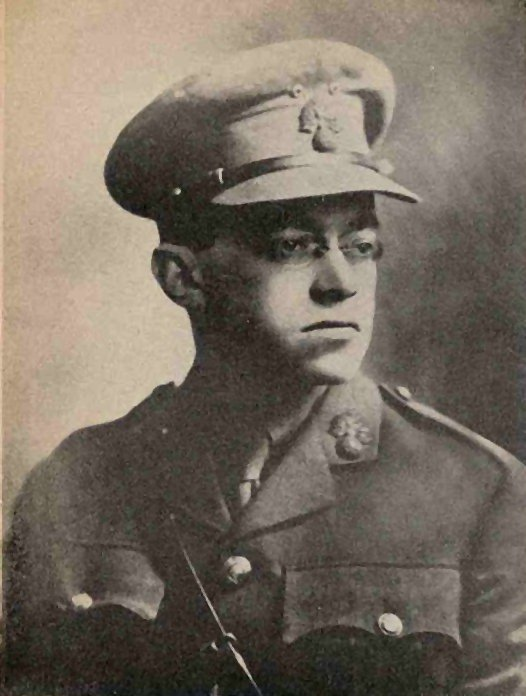
Ze’ew Żabotyński

Muzeum ma swoją siedzibę w biurowcu Mecudat Ze’ew w osiedlu Lev Halr, w centrum miasta Tel Awiw. W jego bezpośrednim sąsiedztwie znajduje się Park Meir.

## Historia
Początki muzeum są związane z działalnością istniejącego od 1937 Instytutu Żabotyńskiego. Była to najważniejsza instytucja będąca centralnym archiwum syjonistycznego ruchu rewizjonistycznego, w którym gromadzono kopie wszystkich wydawanych publikacji. Czasem nazywano go nazwą „Muzeum R”.
W 1989 podjęto decyzję o udostępnieniu części eksponatów dla publiczności. W tym samym roku nastąpiło otwarcie Muzeum Żabotyńskiego.

## Zbiory Muzeum
Muzeum zajmuje dwie sale w budynku Instytutu Żabotyńskiego. Umieszczono tutaj dwie ekspozycje:
- „Ze’ew Żabotyński – cykl życia” – prezentuje życie Ze’ewa Żabotyńskiego od jego dzieciństwa w Odessie do czasu śmierci i uroczystości pogrzebowej w Jerozolimie. Ekspozycja kładzie szczególny nacisk na działalność polityczną i edukacyjną Żabotyńskiego. Pokazuje kulisy utworzenia Legionu Żydowskiego i Nowej Organizacji Syjonistycznej[3].
- „Sport narodowy – choć wzrostu” – Ze’ew Żabotyński nazwą „sportu narodowego” określił syjonistyczny ruch rewizjonistyczny, którego wielki wzrost nastąpił w latach 30. XX wieku. Dramatyczne okoliczności historyczne rozwoju Syjonizmu zaowocowały wielką morską nielegalną imigracją Żydów, uciekających do Palestyny przed wzrostem antysemityzmu w Europie. W krótkim czasie do Mandatu Palestyny dotarły 33 statki, na pokładzie których do Ziemi Izraela przypłynęło około 20 tysięcy nielegalnych imigrantów. Wielu z nich przyłączyło się do podziemnych żydowskich organizacji paramilitarnych Irgun, Lechi i Hagana[4].

Całość ekspozycji wykorzystuje najnowsze technologie audio-wizualne i jest prezentowana w czterech językach: hebrajskim, angielskim, francuskim i rosyjskim.
W muzeum odbywają się liczne seminaria dla uczniów i studentów z całego kraju.